# Llau de la Marrada
La llau de la Marrada és una llau del terme de Conca de Dalt, al Pallars Jussà, dins de l'antic terme d'Hortoneda de la Conca, en territori del poble de Pessonada.
Es forma al costat mateix de Pessonada, al sud-est, des d'on davalla cap al sud-oest, pel nord-oest de lo Pou i pel costat de la Font de la Marrada, fins que, entre Hortells (nord-oest) i Llagunes s'uneix a la llau de les Arguiles per tal de formar el barranc dels Rius.